# Filippo Lombardi

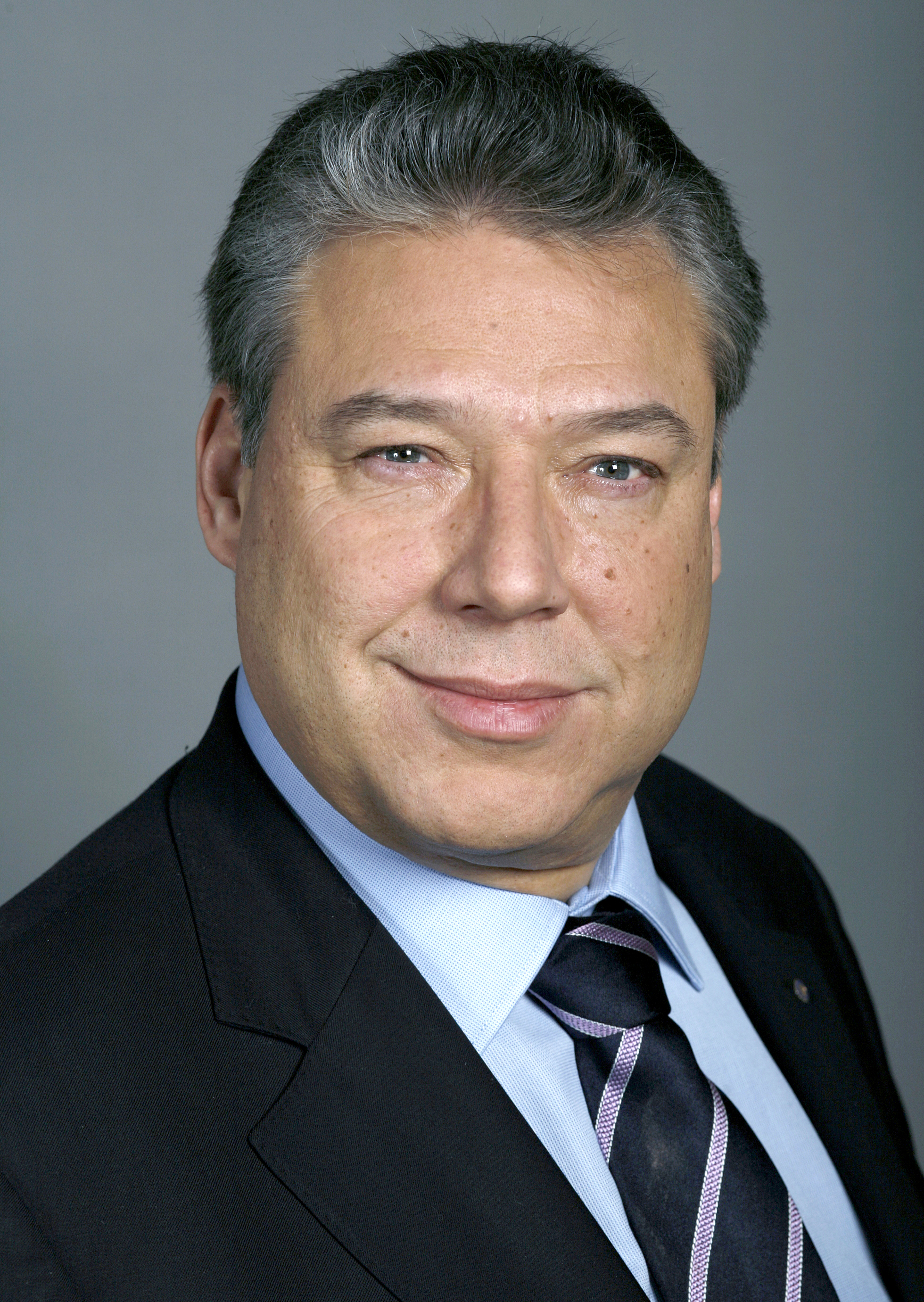
Filippo Lombardi (2007)

Filippo Mario Luigi Lombardi  (* 29. Mai 1956 in Bellinzona; heimatberechtigt in Airolo) ist ein Schweizer Politiker (Die Mitte, vormals CVP), Unternehmer und Eishockeyfunktionär. Seit 2021 ist er Stadtrat von Lugano und Präsident der Auslandschweizer-Organisation (ASO). Von 1999 bis 2019 war er Mitglied des Ständerats, im Amtsjahr 2012/2013 dessen Präsident. Von 2014 bis 2019 präsidierte er die CVP-Bundeshausfraktion. Seit 2009 ist er Präsident des HC Ambrì-Piotta.

## Beruflicher Werdegang
Filippo Lombardi ist Journalist BR und Verwaltungsratsdelegierter von TeleTicino und Radio 3iii. Er studierte Recht und Wirtschaftspolitik an der Universität Freiburg und war von 1979 bis 1991 Unterassistent für kanonisches Recht. Von 1981 bis 1987 war er zudem Generalsekretär der EJCD (Europäische Junge Christdemokraten), der heutigen YEPP, in Brüssel. Zwischen 1987 und 1996 war er Direktor der Tessiner Tageszeitung Giornale del Popolo in Lugano, und seit 1996 ist er Gründer, Direktor und Administrator des Privatfernsehens TeleTicino (Präsident des Verwaltungsrats von 1996 bis 1999, ab 1999 Generaldirektor). 2001 wurde Lombardi Präsident von Telesuisse (Verband der Schweizer Privatfernsehsender). Seit 2009 ist er Verwaltungsratspräsident des Eishockeyclubs HC Ambrì-Piotta.

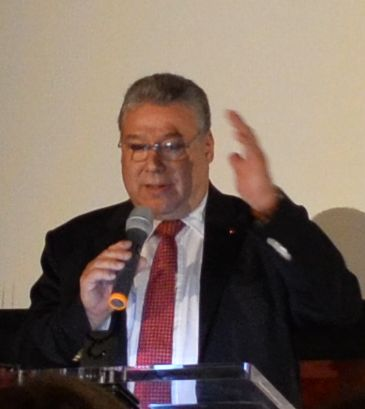
Filippo Lombardi am 2. Russian Kino Festival und CIS Films in Genf, 12. Oktober 2014.

## Politische Tätigkeit
Von 1977 bis 1980 war Lombardi Vizepräsident der Jugendbewegung der CVP Tessin und Mitglied des Vorstandes der Schweizer JCVP, zuständig für die internationalen Beziehungen. Von 1984 bis 1987 war er Gemeinderat (Exekutive) in Minusio. Zwischen 1995 und 1998 war er Mitglied des Exekutivbüros der Internationalen Christdemokraten (IDC).
Ab den Wahlen 1999 war Lombardi als Vertreter des Kantons Tessin Mitglied des Ständerats, er wurde im zweiten Wahlgang gewählt. 2003, 2007 und 2011 wurde er, jeweils im zweiten Wahlgang, wiedergewählt. In der Wintersession 2011 wurde er zum Vizepräsidenten des Ständerates für die Amtszeit 2011/2012 gewählt. Zu Beginn der Wintersession am 26. November 2012 wurde er zum Ständeratspräsidenten für die Amtszeit 2012/2013 gewählt; er war der erste Tessiner seit 25 Jahren in dieser Funktion. Er erhielt 39 von 39 gültigen Stimmen, 6 Stimmzettel wurden leer eingelegt. Dieses Ergebnis egalisierte den bisherigen Negativrekord bei Ständeratswahlen; zuvor wurden nur fünf Präsidenten mit noch weniger Stimmen gewählt. Bei den Wahlen 2015 wurde er, wiederum im zweiten Wahlgang, wiedergewählt.
Lombardi pflegt enge Beziehungen zu Spitzenvertretern der Politik und Wirtschaft Russlands, wo er sich häufig aufhält. Bezüglich der völkerrechtswidrigen Annexion der Krim durch Russland und dem russischen Krieg in der Ukraine äusserte er im Jahr 2014 Verständnis für die russische Position. Den russischen Überfall auf die Ukraine 2022 verurteilte er deutlich.
Im zweiten Wahlgang der Ständeratswahlen 2019 vom 17. November 2019 verpasste Lombardi seine Wiederwahl um 45 Stimmen und schied damit nach 20 Jahren aus dem Amt. An seiner Stelle gewählt wurde Marina Carobbio Guscetti (SP).

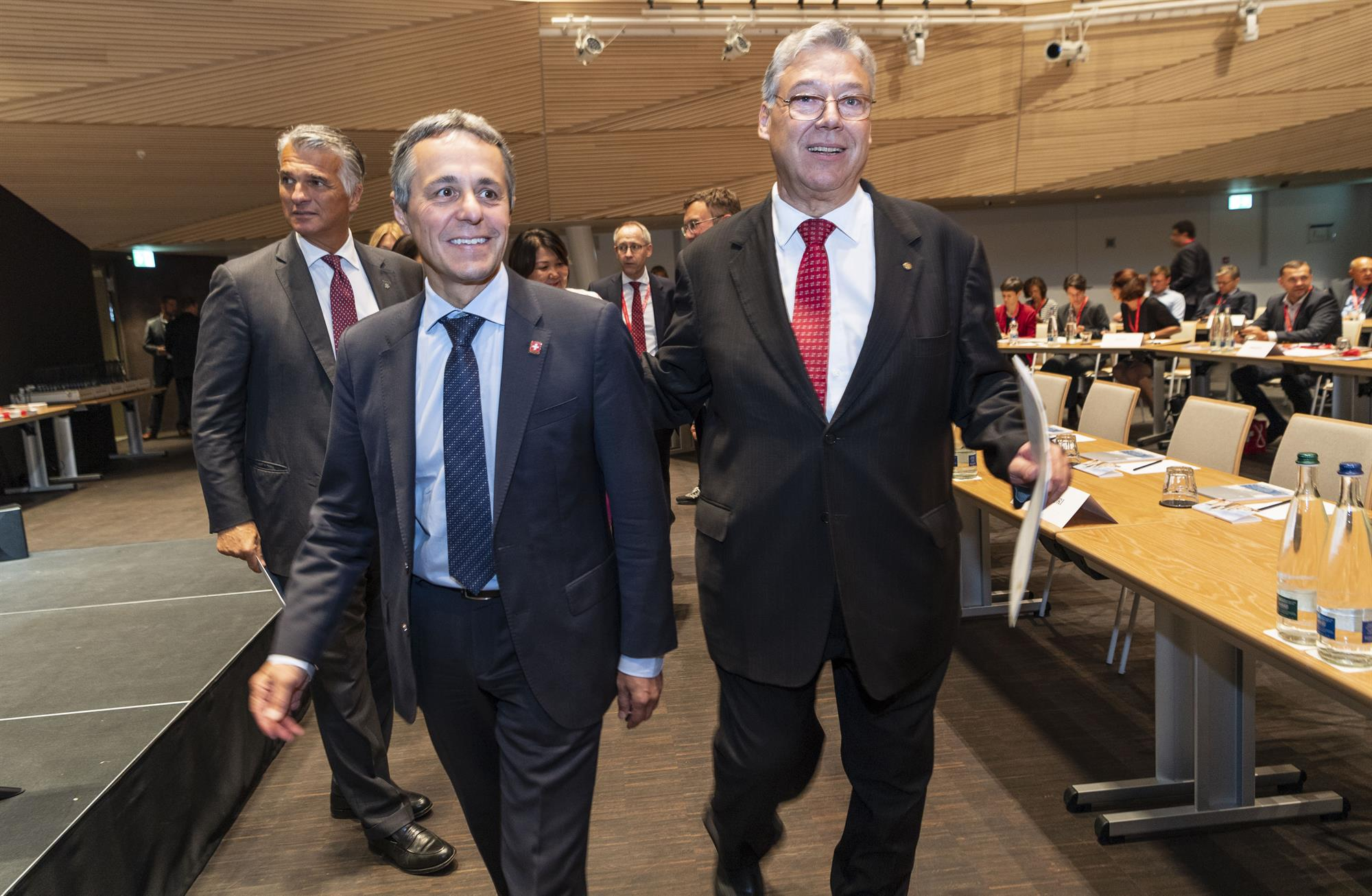
Bundesrat Ignazio Cassia, Filippo Lombardi und Sergio Ermotti, Andermatt 2019.

Im April 2021 wurde er in die Stadtregierung von Lugano gewählt.

## Strassenverkehrsdelikte
Lombardi hat in den Medien eine Bekanntheit als Raser erhalten; seine Partei hielt jedoch zu ihm und stellte ihn weiterhin als Kandidaten auf. Zwischen 1978 und 1999 wurde Lombardi vier Mal der Führerschein entzogen. Im Jahr 2001 tappte er zwei Mal in eine Radarfalle. Darauf wurde ihm der Führerschein entzogen. Dann wurde er ohne Führerschein mit 0,9 Promille am Steuer erwischt. Daraufhin wurde ihm der Führerschein für weitere 22 Monate entzogen. Im April 2003 fuhr er, ohne Führerschein, auf einer Tempo-80-Strecke mit 115 km/h.
Im April 2008 wurde Lombardi zu einer bedingten Strafe von 60 Tagessätzen zu 480 Franken und einer sofort zahlbaren Busse von 3000 Franken verurteilt, weil er einen schweren Verkehrsunfall verursacht hatte und in alkoholisiertem Zustand Auto fuhr. Auf die Vollstreckung einer früher ausgesprochenen 15-tägigen bedingten Gefängnisstrafe wurde verzichtet.

## Privates
Lombardi ist verheiratet, Vater zweier Kinder und wohnt in Melide. Er ist der Sohn des Bauingenieurs Giovanni Lombardi.